# Fluvicola
Fluvicola é um género de ave da família Tyrannidae.
Este género contém as seguintes espécies:
- Lavadeira-do-norte, Fluvicola pica
- Lavadeira-de-cara-branca, Fluvicola albiventer
- Lavadeira-mascarada, Fluvicola nengeta